# Médard Chouart des Groseilliers
Médard Chouart des Groseilliers (ur. 1618, zm. 1696) – francuski traper (coureur des bois), wraz z Pierre-Espritem Radissonem był inicjatorem powstania Kompanii Zatoki Hudsona (1670).
Od 1641 roku mieszkał w Kanadzie. Po 1654 roku wraz ze swoim szwagrem de Radissonem wyruszył na tereny położone na zachód od Nowej Francji. W latach 1658–1660 zbadali okolice Jeziora Górnego i prawdopodobnie dotarli nad Zatoki Hudsona. Później opracowali projekt dotarcia drogą morską do Zatoki Hudsona, który został odrzucony przez Pierre'a d’Argensona, gubernatora Nowej Francji.
W 1661 roku gubernator Nowej Francji uzależnił zgodę na wyprawę Chouarta i Radissona od otrzymania połowy przyszłych zysków z podróży. W 1663 roku, po powrocie z kolejnej wyprawy po futra, władze kolonialne skonfiskowały część towarów przywiezionych przez Chouarta i Radissona. Po nieudanych próbach odzyskania futer, Chouart i Radisson udali się do Londynu. Przyjęci przez króla Karola II, namówili angielskich kupców do zorganizowania ekspedycji do Ameryki Północnej.